# Arthur Auwers
Georg Friedrich Julius Arthur von Auwers (Gottinga, 12 settembre 1838 – Berlino, 24 gennaio 1915) è stato un astronomo tedesco.
Fu il primo a identificare, quando era ancora assistente presso l'Osservatorio di Königsberg, la stella compagna di Sirio. Membro dell'Accademia delle scienze prussiana, dal 1888 divenne socio straniero dell'Accademia dei Lincei. Utilizzando i cataloghi di diversi osservatori realizzò un proprio catalogo stellare, noto come FC.

## Riconoscimenti
- Medaglia d'Oro della Royal Astronomical Society nel 1888
- Medaglia James Craig Watson nel 1891
- Bruce Medal nel 1899
- Il cratere Auwers sulla Luna è stato intitolato al suo nome
- L'asteroide 11760 Auwers è dedicato a lui